# Breitenkopfhütte
Die Breitenkopfhütte ist eine Schutzhütte der Sektion Coburg des Deutschen Alpenvereins. Sie befindet sich in der Mieminger Kette in Tirol und liegt am südöstlichen Rand des Igelskars unter einem Felsüberhang am Westwandfuß des Breitenkopfs. 
Die Unterkunft ist eine Selbstversorgerhütte und mit Alpenvereinsschlüssel ganzjährig zugänglich. 

## Geschichte
Offizielles Eröffnungsdatum der Hütte als Bergsteiger-Stützpunkt ist der 21. September 1936. Bis zu diesem Zeitpunkt befand sich hier eine alte Bergarbeiterunterkunft des neben der Hütte gelegenen und bis 1913 von der Firma J. H. Dudek Söhne betriebenen Erzbergwerkschachts („Oberbaustollen“), in dem Silber-, Blei- und Zinkerze abgebaut worden waren. Das Gebäude wurde dann, nachdem die Sektion Coburg im Juni 1936 das Grundstück von der zuständigen Agrargemeinschaft in Mieming für 99 Jahre gepachtet hatte, in einmonatiger Bauzeit umgebaut.

## Aufstiege
Zu erreichen ist die Hütte von Ehrwald über die Ehrwalder Alm und den Igelsee (3,5 Stunden) oder von Leutasch über die Tillfußalm und den Igelsee (4,5 Stunden). 

## Gipfel
- Breitenkopf (2470 m) – 1 Stunde
- Igelskopf (2219 m) – 1 Stunde
- Hochplattig (2768 m) – 2,5 Stunden
- Mitterspitzen (2701 m) – 4–5 Stunden

(sämtliche Gipfelziele sind alpine Kletterrouten)

## Übergänge
- über die Igelsscharte und das Hintere Tajatörl zur Coburger Hütte (3 Stunden)
- über den Igelsee und das Gatterl zur Knorrhütte (4,5 Stunden)

## Trivia
Die Breitenkopfhütte hat eine Grundfläche von nur rund vier mal vier Metern und war im Januar 2013 laut des DAV Panorama, dem Magazin des DAV, mit vier regulären Schlafplätzen die kleinste Selbstversorgerhütte des DAV. Inzwischen stehen offiziell 6 Matratzenlager zur Verfügung.

## Fotos

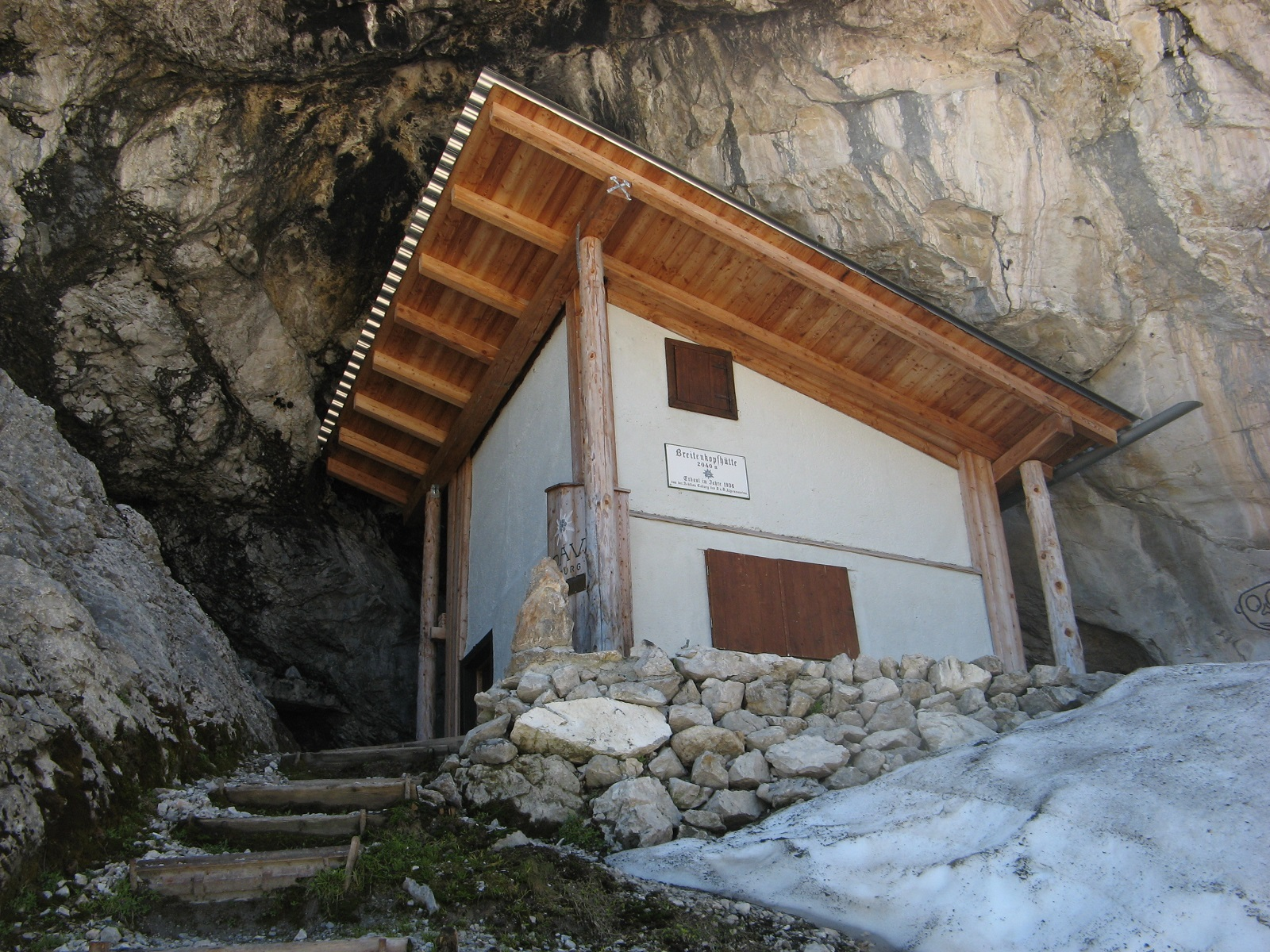
Die Breitenkopfhütte, ehemalige Bergbauunterkunft
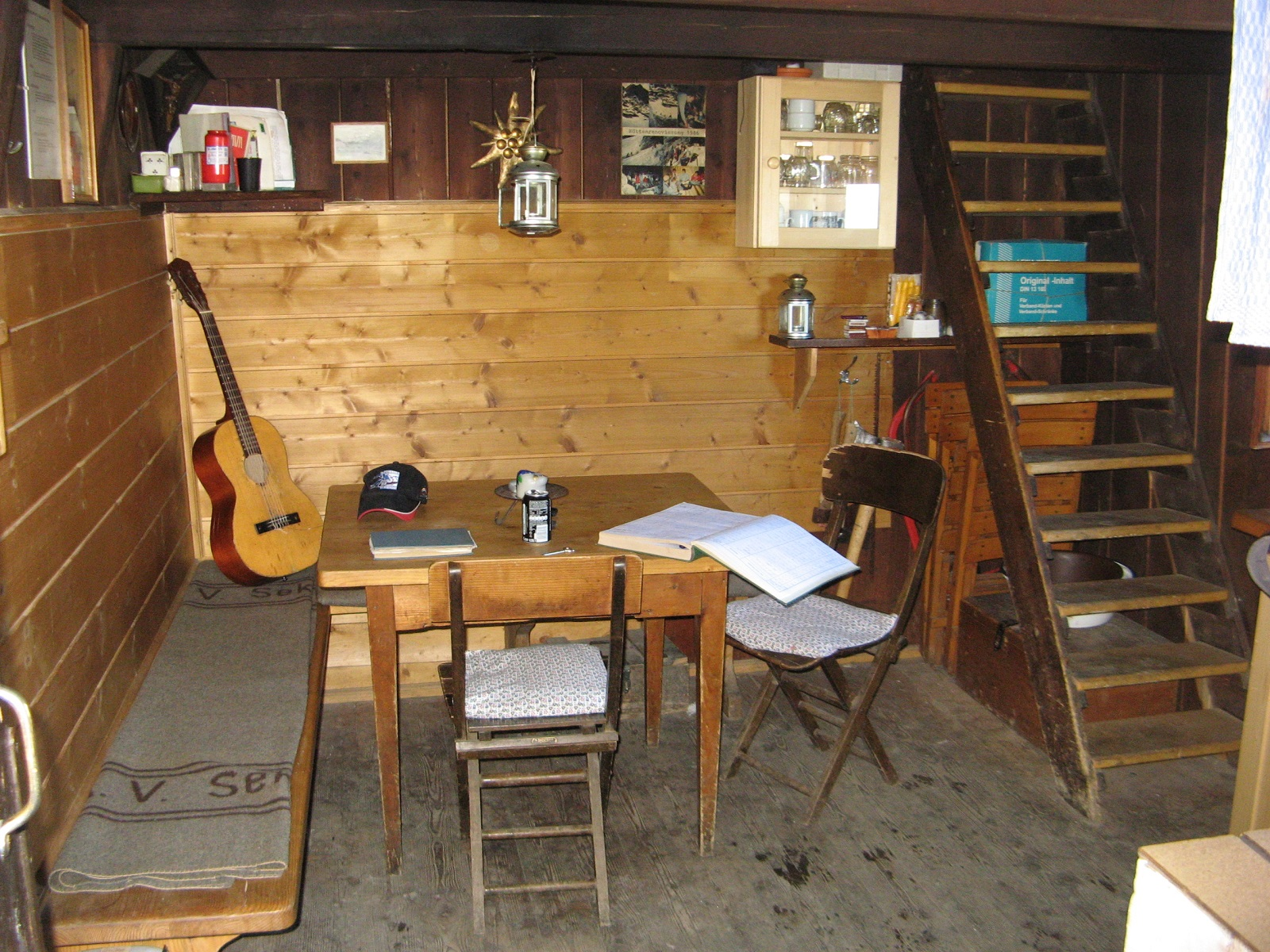
Die Stube der Breitenkopfhütte nimmt annähernd den kompletten Grundriss ein